# رضا دوغان
رضا دوغان (بالتركية: Rıza Doğan)‏ هو مصارع رياضي تركي، ولد في 1931 في أنقرة في تركيا، وتوفي بنفس المكان في 1 أبريل 2004.

## وصلات خارجية
- رضا دوغان على موقع قاعدة بيانات المصارعة الدولية (الإنجليزية)
- رضا دوغان على موقع أوليمبيديا (الإنجليزية)